# 无量山镇
无量山镇，原称无量乡，是中华人民共和国云南省大理白族自治州南涧彝族自治县下辖的一个乡镇级行政单位。

## 行政区划
无量山镇下辖以下地区：
光明村、保平村、德安村、新政村、古德村、马街村、可保村、卫国村、红星村、发达村、保台村、和平村和华山村。